# Обличчя Фюрера
Der Fuehrer's Face («Обличчя Фюрера»; перша назва — «Дональд Дак у країні Натці». англ. Donald Duck in Nutzi Land) — американський короткометражний пропагандистський мультиплікаційний фільм з серії «Дональд Дак» на суміші німецької та англійської мов, випущений студією Уолта Діснея у 1942 рокові (перший показ відбувся 1 січня 1943 року), а також назву пісні з мультфільму. Обидва містять насмішку над Адольфом Гітлером.
Мультфільм займає 22 місце у списку 50 найвизначніших мультфільмів, складеним істориком анімації Джеррі Беком у 1994 році.

## Сюжет
Німецький воєнний оркестр, який складається з Тодзьо Хідекі з сузафоном, Генріха Гіммлера з малим барабаном, Йозефа Геббельса з тромбоном, Германа Герінга з флейтою і Беніто Муссоліні з великим барабаном, марширує по маленькому, розмальованому свастиками, містечку, співаючи пісню, пародіюючи доктрину нацизму, під музику. Дональд прокидається від шуму, і музиканти забирають його на фабрику озброєння, де він змушений «працювати на Фюрера 48 годин у день». Одночасно з роботою він повинен постійно кричати «Хайль Гітлер!» і постійно салютувати портретам Гітлера, які з'являються то там, то там. Від нервового виснаження у Дональда починаються жахіття. Прокинувшись від жахів, він приймає тінь від статуетки, що показує Статую Свободи, за чергове нацистське привітання. У цей момент становиться зрозуміло, що Дональд — американець, а всі попередні події були його поганим сном у себе дома.
Головну пісню мультфільму «Der Fuehrer's Face» написав Спайк Джонс, сама вона пародує гімн Третього рейха.

## Використання після прем'єри
Демонструвався у радянському кінопрокаті у 1940, у тому числі показували і під час війни.
Мультфільм у 1984 році увійшов у телевізійний фільм, присвячений 50-літньому ювілею Дональда Дака. Фрагменти мультфільму показані у фільмі «Перл-Гарбор».
У 2010 році мультфільм включений у російський Федеральний список екстремістських матеріалів (пункт 2030) під назвою «Дональд Дак і фашизм (заборонена серія)», надалі розповсюджувачів мультфільму залучали до адміністративної відповідальності, але у 2016 році, за прохання губернатора Камчатського краю президії крайового суду скасували рішення про визнання мультфільму екстремістським матеріалом.